# チプルソ
チプルソ（1986年 - ）は日本のヒップホップMC、ギタリスト。Tiplesoの表記も見られる。大阪府出身。名前の由来は乖離性同一性障害や多重人格を表す「マルチプルパーソナリティ」から。

## 人物
- 小学校3年生の頃から学校になじめず、登校拒否になり、家に引きこもる生活を長く送っていたが、12歳のときにテレビ番組『LOVE LOVEあいしてる』でKinki Kidsが吉田拓郎にギターを教わる場面を目にしたことがきっかけで、毎日6時間におよぶギターの猛練習を開始した[2]。そして20歳の時に成人式で久々に会った幼なじみからヒップホップとフリースタイルラップを紹介された事をきっかけに、以降1日5、6時間ラップし続けるようになった[3]。
- クラシック・ギターを弾きながらヒューマンビートボックスを刻み、MPCでサンプリングを並行して行った上でラップを乗せるという"No DJ 1MC"スタイルで知られる[4]。また、かつてはMCバトルでも名を挙げており、戦極 MCBATTLEなどで優勝した実績を持つ[5]。ULTIMATE MC BATTLE2011でも大阪予選で準優勝を果たし、本選へ初出場した経験もある（なお、2011年大会の大阪予選優勝者はR-指定）。現在は、MCバトルを引退している。
- ZAZEN BOYSやクリープハイプ、韻シストなどといったヒップホップ界隈の内外で多くのアーティストと共演、客演をしている。

## ディスコグラフィ

### シングル
- 「淡い」（2016年9月24日）

※ 7inchレコードのみでの発売。
- 「真夏のあと feat. チプルソ（DJ HAMAYA w/チプルソ）」（2017年9月13日）

※ 2017年9月13日にiTunesで配信限定発売。2017年10月25日にはディスクユニオンオンラインショップ限定で、7inchレコードとして発売。
- 「Pink Blue feat. Mabanua」（2020年4月29日）
- 「9」（2020年6月3日）

### アルバム
- 「一人宇宙 -起源FREESTYLE-」（2011年12月30日）

※ 2018年現在は廃盤となっており、大変入手困難である。オークションサイトで高値で取引される事も多くなっている。
- 「一人宇宙Ⅱ アダムとイフ~ (2013年2月20日）
- 「15 BUS DRIVE」（2015年4月15日）

※ 同郷のDJ KazBubbleとのユニット「バブルソ」名義での発売。
- 「一人宇宙Ⅲ -歌陽風月-」（2018年9月26日）
- 「一人宇宙V -地球到達-」（2021年12月30日）
- 「AMAI ALBUM」（2024年2月28日）

## 参加作品
- JAB「Session File」（2012年5月16日）

10. Straight Out The Jungle Part.2 feat. NAJIMI (074BROS), MOMENT, CLEA (SMILE BLOSSOM), チプルソ & KN-SUN (Improve)
- V.A.「SHINPEITA presents M.B.A ～mic battle association～」（2012年10月12日）

1. Devil's tongue ～the cypher～ / チプルソ, PONY, D.D.S, 晋平太
- Jambo Lacquer「IRISHCREAM」（2013年6月5日）

3. C.T.C feat. チプルソ
- V.A.「KAIKOO PLANET III」（2013年8月7日）

13. make some noise / TAKUMA THE GREAT, SNEEEZE, YURIKA, チプルソ, RUEED, LB
- HIDADDY「GROWING UP UNDERGROUND」（2014年8月13日）

10. RAPと演奏も完全即興の巻 feat. CIMA, チプルソ, ジャンキー, D.KAZUHIKO MAEDA
- YU-DAI「KICK UP SCHOOL DELIGHT」（2014年10月8日）

4. REFERENCE feat. GOTIT, チプルソ, 丸
- アスベスト「FA宣言」（2015年3月25日）

3. 摩擦熱 feat. チプルソ
- CO-MA「RETURN TO THE SOURCE」（2015年8月5日）

3. MOMI-G feat. WARAJI & チプルソ
- CHOKE SP「LR」（2015年12月2日）

10. ブラックボーイ feat. チプルソ
- クリープハイプ「世界観」（2016年9月7日）

6. TRUE LOVE
※ 作詞・作曲はメンバーの尾崎世界観との共作。
- 韻シスト「STUDIO 韻シスト THE ALBUM」（2017年5月24日）

1. HOT COFFEE feat. 鎮座DOPENESS, チプルソ, サッコン & BASI
- DJ KRUSH「軌跡」（2017年6月7日）

3. バック to ザ フューチャー feat. チプルソ
- クリープハイプ「愛す (チプルソ Remix)」（2020年1月10日）
- 黒衣「TWO SIDE (REPRISE) feat. チプルソ」（2020年10月24日）
- 一服track「I think(feat.チプルソ 奇妙礼太郎 Sundayカミデ)」（2021年2月10日）
- INNOSENT in FORMAL「愛じゃ崇ワナ feat. チプルソ」（2021年6月30日）
- The Clap Brothers (チプルソ× KEIZOmachine!)「ChipToe (Rabbit Mix)」（2023年4月7日）
- The Clap Brothers (チプルソ× KEIZOmachine!)「筋斗雲」（2023年5月10日）
- The Clap Brothers (チプルソ× KEIZOmachine!)「East Runner」（2023年6月14日）
- The Clap Brothers (チプルソ× KEIZOmachine!)「East Clap」（2023年8月9日）
- Dizparity「Kloud 15 - 天国 (feat.チプルソ & Yellowshift)」（2023年9月8日）
- The Clap Brothers (チプルソ× KEIZOmachine!)「Tatake Narase」（2023年10月18日）
- The Clap Brothers (チプルソ× KEIZOmachine!)「Jump Up, Look Funk」（2024年3月20日）
- The Clap Brothers (チプルソ× KEIZOmachine!)「Walk Walk Forward」（2024年4月24日）
- The Clap Brothers (チプルソ× KEIZOmachine!)「Space Clap」（2024年6月5日）